# Helly Hansen
Helly Hansen — норвежская компания, специализирующаяся на производстве спортивной, горной одежды, одежды для рыбной ловли, туристического инвентаря. Её центральный офис располагается в Осло, Норвегия, хотя первоначально с момента его основания в 1877 году по октябрь 2009, компания располагалась в норвежском городе Мосс.

## История
Хелли Юэль Хансен отправлялся в море с тех пор как ему исполнилось 15 лет. В 35-летнем возрасте в 1877 году он и его жена Мэйрин Маргарет начали производить жакеты, брюки и брезенты из грубого полотна, пропитанного льняным маслом. Уже в первые пять лет объём продаж достиг приблизительно 10 000 единиц.
В 1878 году компания получила диплом за достижения на Paris Expo и начала экспортировать свои товары.
После смерти Хелли Хансена в 1914, руководство компанией перешло его сыну Лейву Хелли-Хансену, опытному торговцу. В 1920 году новая ткань, которую Хелли-Хансен назвал «Линокс», начала своё развитие. Её поверхность была глянцевой и внешне притягательной. Самое важное качество её было то, что поверхность не являлась липкой. В следующие 30 лет наименование Линокс" изменилось на ПВХ (поливинилхлорид). В 1931 начало своё развитие и другая ткань — «Лиин-О-Лет». Её отличали тонкость и лёгкость, возможность исполнения во многих цветах, что позволило её применять в водонепроницаемой одежде для женщин и детей.
В 1952 году на Олимпийских играх в Хельсинки норвежская делегация представила революционную водонепроницаемую ткань Helox, состоящую из тонкого листа полупрозрачного ПВХ-пластика, вшитого в верхнюю одежду, что стало прорывом в производстве защитной экипировки для активного отдыха.
В 1961 году компания Helly Hansen совместно с Norwegian Fiber Pile Inc. разработала первый в мире флисовый материал Fiberpile, который благодаря высокому соотношению тепла к весу и способности сохранять термические свойства даже во влажном состоянии стал популярным среди лесорубов и любителей активного отдыха.
Разработанная технология LIFA произвела революцию в индустрии спортивной одежды, создав первое техническое базовое термобелье, которое эффективно отводит влагу от тела, обеспечивая комфорт в экстремальных условиях, что подтверждается его использованием профессионалами во всех океанах и на высочайших вершинах мира, а также включением в список самого влиятельного снаряжения всех времен по версии журнала Outside Magazine в 2012 году.
Разработанная в 1980-х годах технология водонепроницаемых и дышащих тканей HELLY TECH стала отраслевым стандартом и продолжает использоваться профессиональными спортсменами, спасателями и рабочими по всему миру.
В 1990-х годах компания представила инновационную разработку Prowool (позже переименованную в LIFA Merino) — многофункциональное базовое термобелье, сочетающее технологию LIFA с шерстью мериноса для эффективного влагоотвода и сохранения тепла в экстремально холодных условиях.
В 2012 году Helly Hansen представила технологию H² FLOW, регулирующую температуру тела за счёт вентиляции и защитного барьера, которая была отмечена наградой за выдающийся дизайн от Норвежского совета по дизайну и до сих пор используется в парках и лыжных куртках.
В 2018 году компания представила инновационный утеплитель LIFALOFT, разработанный совместно с Primaloft® для горнолыжной сборной Швеции, который на 20 % легче стандартных утеплителей при сохранении более высоких теплоизоляционных свойств.
В 2020 году компания Helly Hansen представила инновационную технологию LIFA INFINITY PRO — первую в мире водонепроницаемую и дышащую ткань, созданную без использования химической обработки, но сохраняющую все защитные свойства материала HELLY TECH Professional.
В феврале 2025 года было объявлено о покупке Helly Hansen американской компанией Kontoor Brands за 900 млн долларов.

## Разработка продукта
Существенные изменения для бренда произошли в 1949 года и связаны с появлением «Хелокса». По сути — это тонкий лист прозрачной пластмассы ПВХ, из которого шьются водонепроницаемые пальто и шляпы. Данное новшество быстро получило популярность и фактически с самого его появления каждый месяц производились приблизительно 30 000 пальто из данного материала. «Пларекс», более тяжелая модификация «Хелокса», с применением ткани нашёл своё применение в пошиве практичной и водонепроницаемой спецодежды для промышленности. На внешние рынки компания вышла со спецодеждой «Фибрепайл». Данный слой отличается теплотой, лёгкостью, а также тем, что быстро сохнет, данный материал использовался для внутренней отделки плащей. Так, данное качество активно использовали шведские рабочие, которые оценили хорошую изоляцию от холода при использовании данной одежды, а также хорошую проветриваемость её во время трудной, физической работы в лесу. Данные плащи защищали их от снега и небольшого дождя, например, оставаясь прочными и теплым после стирки.

## LIFA
История восхождения начинается в 1970 году, когда стала применяться LIFA. Связано это было с тем, что итальянские исследователи научились получать пряжу из волокна полипропилена, что было также отмечено Нобелевской премией в 1963. Данное волокно стало применяться в LIFA, что позволяет сохранять кожу теплой и сухой, выталкивая излишнюю влагу. Данные преимущества сделали его идеальным для применения в качестве базового слоя при производстве одежды. Данный факт послужил толчком к рождению трёхслойных систем одежды с LIFA в качестве прилегающего к телу слоя, «Фибрепайл» в качестве изоляционного слоя, и непромокаемого для защиты. В семидесятые с развитием нефтедобывающей промышленности получила своё развитие и водонепроницаемая система ткани компании, которая получила название технологии «Хелли».

## Технология одежды
Все предметы одежды Хелли используют и гидрофильную и микропористую технологию. У гидрофильных предметов одежды применяются специальные молекулярные цепи, которые выводят пар к внешней стороне поверхности. У микропористых предметов одежды крошечные поры позволяют водному пару проходить из ткани, не впуская в свою очередь влагу снаружи, например, капельки дождя.

## Поглощения компании
В 1997 «Инвесткорп» приобрел торговую марку Хелли Хансена. В октябре 2006 «Инвесткорп» продал активы в Хелли Хансена долевым партнёрам «Алтор», которая известна, как «фирма, занимающаяся операциями с частными акциями, сосредотачивающаяся на инвестициях в компании, базируемых в скандинавском регионе.» В 2012 «Алтор» продал 75%-ую долю в Helly Hansen организации Ontario Teachers' Pension Plan.

## Уличная одежда
Одежда Хелли Хансена получила наибольшее развитие среди британского рабочего класса в конце 1990-х и в стиле одежды городской молодёжи. Жесткие, практичные жакеты нашли наибольшую популярность среди молодёжи на севере Англии. Новый диапазон предложений для холодных зимних ночей стали более привлекательны для молодых людей, которые предпочитают проводить холодные ночи на открытом воздухе. Бренд получил долгожданную любовь масс и теперь продается в спортивных магазинах, и магазинах одежды, которые далеки от узких специализаций, как это было прежде.